# Circondario di Fiume
Il circondario di Fiume era uno dei circondari in cui era suddivisa la provincia del Carnaro.

## Storia
Il circondario venne istituito nel 1924 in seguito all'annessione della città di Fiume al Regno d'Italia; il territorio circondariale corrispondeva a quello annesso al Regno, trovandosi così formato dal solo Comune di Fiume..
Nel 1926 venne annesso al circondario di Fiume il territorio del soppresso circondario di Volosca-Abbazia; il territorio del circondario di Fiume venne così a coincidere con quello dell'intera provincia.
Il circondario venne soppresso nel 1927 come tutti i circondari italiani.